# Éliminatoires de la coupe d'Afrique des nations des moins de 20 ans 2025
Navigation
2023 2027
Les éliminatoires de la Coupe d'Afrique des nations de football des moins de 20 ans 2025 ont pour but de désigner les douze nations qui accompagneront lors du tournoi final.

## Équipes
Pour se qualifier, 45 sur 54 membres de la CAF ont participé au tournoi de qualification de leur zone.
| Zones                   | Qualifiée | Équipes de la zone participantes | Équipes non participantes           |
| ----------------------- | --------- | --- | ----------------------------------- |
| Zone Nord (UNAF)        | 2 équipes | - Algérie - Libye - Maroc (Q) - Tunisie - Égypte (H) (Q)                                                                            |                                     |
| Zone Ouest A (UFOA A)   | 2 équipes | - Gambie - Guinée - Guinée-Bissau - Mali - Sénégal (Q) - Sierra Leone (Q) - Liberia (H)                                             | - Cap-Vert - Mauritanie             |
| Zone Ouest B (UFOA B)   | 2 équipes | - Bénin - Burkina Faso - Ghana (Q) - Côte d'Ivoire - Niger - Nigeria (Q) - Togo (H)                                                 |                                     |
| Zone Centrale (UNIFFAC) | 2 équipes | - Cameroun - République centrafricaine - Congo (H) (Q) - RD Congo (Q) - Gabon - Guinée équatoriale                                  | - Sao Tomé-et-Principe - Tchad      |
| Zone De L’Est (CECAFA)  | 2 équipes | - Burundi - Djibouti - Soudan du Sud - Soudan - Tanzanie (H) (Q) - Éthiopie - Ouganda - Kenya (Q) - Rwanda                          | - Érythrée - Somalie                |
| Zone Australe (COSAFA)  | 2 équipes | - Angola - Botswana - Comores - Eswatini - Lesotho - Malawi - Mozambique (H) - Namibie - Afrique du Sud (Q) - Zambie (Q) - Zimbabwe | - Madagascar - Maurice - Seychelles |

Notes
- (H): Pays hôte
- (Q): Équipe qualifiée pour le tournoi des phases finales

## Zone UNAF
L'Égypte accueillit le Championnat UNAF U-20 2024, au vu des qualifications pour la Coupe d'Afrique des Nations U-20, les dates se déroulent du 12 au 27 novembre 2024. Les matchs seront disputés au Caire en Égypte .
Le tirage au sort des rencontres n’a pas encore été dévoilé , puisqu'il pourrait avoir des changements au cas ou l’Egypte accueille la CAN U20 pour les phases final , si c’est le cas , les qualifications UNAF U20 seront déplaces du 8 au 24 novembre 2024. Les 5 équipes ont été placées dans un seul groupe, le vainqueurs et le finaliste se qualifiant pour le tournoi final.
Les matchs se jouent au Stade de Suez et au Stade d'Ismaïlia.
Toutes les heures sont locales, CET (UTC+1).
| Rang | Équipe  | Pts | J | G | N | P | Bp | Bc | Diff |
| ---- | ------- | --- | - | - | - | - | -- | -- | ---- |
| 1    | Maroc   | 10  | 4 | 3 | 1 | 0 | 9  | 3  | +6   |
| 2    | Égypte  | 7   | 4 | 2 | 1 | 1 | 5  | 4  | +1   |
| 3    | Tunisie | 6   | 4 | 2 | 0 | 2 | 5  | 5  | 0    |
| 4    | Algérie | 5   | 4 | 1 | 2 | 1 | 7  | 4  | +3   |
| 5    | Libye   | 0   | 4 | 0 | 0 | 4 | 2  | 12 | -10  |

| 14 novembre 2024 | Libye               | 1 - 2 | Tunisie                                | Stade de Suez |  |
| 11:00 (UTC+1)    | 41e (Omar Al Harak) |       | 22e (Sadek Mahmou) 87e (Youssef Becha) |               |  |
| 11:00 (UTC+1)    |                     |       |                                        |               |  |

| 14 novembre 2024 | Maroc                                     | 2 - 1 | Égypte               | Stade de Suez |  |
| 14:00 (UTC+1)    | 39e (Saad El Haddad) 70e (Othmane Maamma) |       | 39e (Mohamed Elbana) |               |  |
| 14:00 (UTC+1)    |                                           |       |                      |               |  |

| 17 novembre 2024 | Tunisie             | 1 - 2 | Maroc                                 | Stade de Suez |  |
| 11:00 (UTC+1)    | 01re (Khalil Ayari) |       | 48e (Mouad Dahak) 71e (Reda Laalaoui) |               |  |
| 11:00 (UTC+1)    |                     |       |                                       |               |  |

| 17 novembre 2024 | Algérie                | 1 - 1 | Égypte                | Stade de Suez |  |
| 14:00 (UTC+1)    | 87e (Ben Ahmed Kohili) |       | 57e (Mohamed Zaalouk) |               |  |
| 14:00 (UTC+1)    |                        |       |                       |               |  |

| 20 novembre 2024 | Libye                   | 1 - 2 | Égypte                                    | Stade de Suez |  |
| 11:00 (UTC+1)    | 77e (Abdulaziz Mansour) |       | 75e (Ahmed Gomma) 90e (Abdallah Bostangy) |               |  |
| 11:00 (UTC+1)    |                         |       |                                           |               |  |

| 20 novembre 2024 | Algérie               | 1 - 1 | Maroc               | Stade de Suez |  |
| 14:00 (UTC+1)    | 14e (Mohamed Zeghadi) |       | 86e (Yassir Zabiri) |               |  |
| 14:00 (UTC+1)    |                       |       |                     |               |  |

| 23 novembre 2024 | Tunisie                                               | 2 - 1 | Algérie           | Stade d'Ismaïlia |  |
| 16:00 (UTC+1)    | 77e (Abdelhamid Naim) (csc) 90+6e (Amanallah Mehrezi) |       | 81e (Islam Abbes) |                  |  |
| 16:00 (UTC+1)    |                                                       |       |                   |                  |  |

| 23 novembre 2024 | Maroc                                                                                  | 4 - 0 | Libye | Stade d'Ismaïlia |  |
| 19:00 (UTC+1)    | 27e (Mouad Dahak) 45+3e (Naoufel El Hannach) 53e (Ayman Arguigue) 71e (Saad El Haddad) |       |       |                  |  |
| 19:00 (UTC+1)    |                                                                                        |       |       |                  |  |

| 26 novembre 2024 | Algérie                                                              | 4 - 0 | Libye | Stade d'Ismaïlia |  |
| 17:00 (UTC+1)    | 75e 81e (Lahlou Akhrib) 78e (Oussama Benatia) 85e (Mohamed Ramdaoui) |       |       |                  |  |
| 17:00 (UTC+1)    |                                                                      |       |       |                  |  |

| 26 novembre 2024 | Égypte             | 1 - 0 | Tunisie | Stade de Suez |  |
| 17:00 (UTC+1)    | 55e (Ahmed Sharaf) |       |         |               |  |
| 17:00 (UTC+1)    |                    |       |         |               |  |

## Zone UFOA A
Le Libéria est le pays hôtes du  Championnat U-20 UFOA Zone A les matchs seront disputés du 15 septembre au 30 septembre 2024. À Monrovia au stade Samuel Kanyon Doe Sports Complex et Antoinette Tubman Stadium.
Toutes les heures sont locales, GMT (UTC±0).

### Phase de groupes
Le tirage au sort de la phase de groupes a eu lieu le 02 août 2024 Le calendrier du tournoi qualificatif de la Zone UFOA A pour la CAN U20 LIBERIA 2024 Les huit équipes ont été réparties en deux groupes de quatre. Les vainqueurs et les finalistes de chaque groupe se qualifieront pour les demi-finales.

#### Groupe A
| Rang | Équipe        | Pts | J | G | N | P | Bp | Bc | Diff |
| ---- | ------------- | --- | - | - | - | - | -- | -- | ---- |
| 1    | Sierra Leone  | 7   | 3 | 2 | 1 | 0 | 4  | 1  | +3   |
| 2    | Guinée        | 5   | 3 | 1 | 2 | 0 | 4  | 2  | +2   |
| 3    | Liberia       | 4   | 3 | 1 | 1 | 1 | 3  | 4  | -1   |
| 4    | Guinée-Bissau | 0   | 3 | 0 | 0 | 3 | 1  | 5  | -4   |

| 15 septembre 2024 | Liberia         | 1 - 0 | Guinée-Bissau | Samuel Kanyon Doe Sports Complex, Monrovia |  |
| 13:00 (UTC±0)     | 20e (Nuch Zohn) |       |               |                                            |  |
| 13:00 (UTC±0)     |                 |       |               |                                            |  |

| 15 septembre 2024 | Guinée | 0 - 0 | Sierra Leone | Samuel Kanyon Doe Sports Complex, Monrovia |
| 16:00 (UTC±0)     |        |       |              |                                            |
|                   |        |       |              |                                            |

| 18 septembre 2024 | Guinée-Bissau     | 1 - 3 | Guinée                                                                     | Samuel Kanyon Doe Sports Complex, Monrovia |  |
| 13:00 (UTC±0)     | 56e (Demba Balde) |       | 42e (pen.) Mohamed Bangoura 60e (Mohamed Lamine Youla) 78e (Tidjane Condé) |                                            |  |
| 13:00 (UTC±0)     |                   |       |                                                                            |                                            |  |

| 18 septembre 2024 | Sierra Leone                  | 3 - 1 | Liberia             | Samuel Kanyon Doe Sports Complex, Monrovia |  |
| 16:00 (UTC±0)     | 37e 68e (Kamara) 50e (Fornah) |       | 62e (Kindness Cole) |                                            |  |
| 16:00 (UTC±0)     |                               |       |                     |                                            |  |

| 21 septembre 2024 | Liberia               | 1 - 1 | Guinée                 | Samuel Kanyon Doe Sports Complex, Monrovia |  |
| 16:00 (UTC±0)     | 95+5e (Clement Zubah) |       | 28e (Alhassane Camara) |                                            |  |
| 16:00 (UTC±0)     |                       |       |                        |                                            |  |

| 21 septembre 2024 | Guinée-Bissau | 0 - 1 | Sierra Leone           | Antoinette Tubman Stadium,Monrovia |  |
| 16:00 (UTC±0)     |               |       | 45e (Nathaniel Jallow) |                                    |  |
| 16:00 (UTC±0)     |               |       |                        |                                    |  |

#### Groupe B
La Mauritanie à déclarer forfait peu avant le début de la compétition.
| Rang | Équipe     | Pts | J | G | N | P | Bp | Bc | Diff |
| ---- | ---------- | --- | - | - | - | - | -- | -- | ---- |
| 1    | Sénégal    | 4   | 2 | 1 | 1 | 0 | 4  | 2  | +2   |
| 2    | Gambie     | 2   | 2 | 0 | 2 | 0 | 2  | 2  | 0    |
| 3    | Mali       | 1   | 2 | 0 | 1 | 1 | 0  | 2  | -2   |
| 4    | Mauritanie | 0   | 0 | 0 | 0 | 0 | 0  | 0  | 0    |

| 16 septembre 2024 | Sénégal                     | 2 - 0 | Mali | Samuel Kanyon Doe Sports Complex, Monrovia |  |
| 13:00 (UTC±0)     | 20e (F.Diouf) 63e (A.F.Dia) |       |      |                                            |  |
| 13:00 (UTC±0)     |                             |       |      |                                            |  |

| 19 septembre 2024 | Gambie                                   | 2 - 2 | Sénégal                             | Samuel Kanyon Doe Sports Complex, Monrovia |  |
| 16:00 (UTC±0)     | 52e (Lamine Sillah) 58e (Alasana Badjie) |       | 42e (C.Tidiane Thiam) 75e (A.F.Dia) |                                            |  |
| 16:00 (UTC±0)     |                                          |       |                                     |                                            |  |

| 22 septembre 2024 | Mali | 0 - 0 | Gambie | Antoinette Tubman Stadium,Monrovia |
| 16:00 (UTC±0)     |      |       |        |                                    |
|                   |      |       |        |                                    |

### Tableau final
|  | Demi-finales                                                  | Demi-finales                                                 | Demi-finales                                                 | Demi-finales                                                 |                               |              | Finale                                                       | Finale                                                       | Finale                                                       | Finale                                                       |
|  |                                                               |                                                              |                                                              |                                                              |                               |              |                                                              |                                                              |                                                              |                                                              |
|  | 25 septembre 2024, Samuel Kanyon Doe Sports Complex Monrovia  | 25 septembre 2024, Samuel Kanyon Doe Sports Complex Monrovia | 25 septembre 2024, Samuel Kanyon Doe Sports Complex Monrovia | 25 septembre 2024, Samuel Kanyon Doe Sports Complex Monrovia |                               |              | 28 septembre 2024, Samuel Kanyon Doe Sports Complex Monrovia | 28 septembre 2024, Samuel Kanyon Doe Sports Complex Monrovia | 28 septembre 2024, Samuel Kanyon Doe Sports Complex Monrovia | 28 septembre 2024, Samuel Kanyon Doe Sports Complex Monrovia |
|  | Sierra Leone                                                  | Sierra Leone                                                 | 3                                                            | 3                                                            |                               |              | 28 septembre 2024, Samuel Kanyon Doe Sports Complex Monrovia | 28 septembre 2024, Samuel Kanyon Doe Sports Complex Monrovia | 28 septembre 2024, Samuel Kanyon Doe Sports Complex Monrovia | 28 septembre 2024, Samuel Kanyon Doe Sports Complex Monrovia |
|  | Sierra Leone                                                  | Sierra Leone                                                 | 3                                                            | 3                                                            |                               |              | 28 septembre 2024, Samuel Kanyon Doe Sports Complex Monrovia | 28 septembre 2024, Samuel Kanyon Doe Sports Complex Monrovia | 28 septembre 2024, Samuel Kanyon Doe Sports Complex Monrovia | 28 septembre 2024, Samuel Kanyon Doe Sports Complex Monrovia |
|  | Gambie                                                        | Gambie                                                       | 0                                                            | 0                                                            |                               |              | 28 septembre 2024, Samuel Kanyon Doe Sports Complex Monrovia | 28 septembre 2024, Samuel Kanyon Doe Sports Complex Monrovia | 28 septembre 2024, Samuel Kanyon Doe Sports Complex Monrovia | 28 septembre 2024, Samuel Kanyon Doe Sports Complex Monrovia |
|  | Gambie                                                        | Gambie                                                       | 0                                                            | 0                                                            | Sierra Leone                  | Sierra Leone | 0                                                            | 0                                                            |                                                              |                                                              |
|  | 25 septembre 2024, Samuel Kanyon Doe Sports Complex Monrovia  |                                                              |                                                              |                                                              | Sierra Leone                  | Sierra Leone | 0                                                            | 0                                                            |                                                              |                                                              |
|  |                                                               |                                                              | Sénégal                                                      | Sénégal                                                      | 2                             | 2            |                                                              |                                                              |                                                              |                                                              |
|  | Sénégal                                                       | Sénégal                                                      | Sénégal                                                      | Sénégal                                                      | 2                             | 2            | 2                                                            | 2                                                            |                                                              |                                                              |
|  | Sénégal                                                       | Sénégal                                                      |                                                              |                                                              |                               |              |                                                              | 2                                                            |                                                              |                                                              |
|  | Guinée                                                        | Guinée                                                       | 0                                                            | 0                                                            |                               |              |                                                              |                                                              |                                                              |                                                              |
|  | Guinée                                                        | Guinée                                                       | 0                                                            | 0                                                            | Match pour la troisième place |              |                                                              |                                                              |                                                              |                                                              |
|  |                                                               |                                                              |                                                              |                                                              |                               |              |                                                              |                                                              |                                                              |                                                              |
|  | 28 septembre 2024, Samuel Kanyon Doe Sports Complex, Monrovia |                                                              |                                                              |                                                              |                               |              |                                                              |                                                              |                                                              |                                                              |
|  | Gambie                                                        | Gambie                                                       | 3                                                            | 3                                                            |                               |              |                                                              |                                                              |                                                              |                                                              |
|  | Gambie                                                        | Gambie                                                       | 3                                                            | 3                                                            |                               |              |                                                              |                                                              |                                                              |                                                              |
|  | Guinée                                                        | Guinée                                                       | 0                                                            | 0                                                            |                               |              |                                                              |                                                              |                                                              |                                                              |
|  | Guinée                                                        | Guinée                                                       | 0                                                            | 0                                                            |                               |              |                                                              |                                                              |                                                              |                                                              |

#### Demi-finals
| 25 septembre 2024 | Sierra Leone                                             | 3 - 0 | Gambie | Samuel Kanyon Doe Sports Complex, Monrovia |  |
| 13:00 (UTC±0)     | 05e (Idrissa Sesay) 78e (Samuel Gandi) 85e (Momo Kamara) |       |        |                                            |  |
| 13:00 (UTC±0)     |                                                          |       |        |                                            |  |

| 25 septembre 2024 | Sénégal                             | 2 - 0 | Guinée | Samuel Kanyon Doe Sports Complex, Monrovia |  |
| 16:00 (UTC±0)     | 87e (F.Diouf) 90e (C.Tidiane Thiam) |       |        |                                            |  |
| 16:00 (UTC±0)     |                                     |       |        |                                            |  |

#### 3eplace
| 28 septembre 2024 | Gambie                                                   | 3 - 0 | Guinée | Samuel Kanyon Doe Sports Complex, Monrovia |  |
| 13:00 (UTC±0)     | 45e (Alagie Wally) 57e (Lamin Sillah) 71e (Amara Camara) |       |        |                                            |  |
| 13:00 (UTC±0)     |                                                          |       |        |                                            |  |

### Final
| 28 septembre 2024 | Sierra Leone | 0 - 2 | Sénégal                                    | Samuel Kanyon Doe Sports Complex Monrovia |  |
| 16:00 (UTC±0)     |              | (0-2) | 13e (C.Tidiane Thiam) 24e (Ibrahima Dieng) |                                           |  |
| 16:00 (UTC±0)     |              |       |                                            |                                           |  |

### Récompenses
| Prix              | Lauréat                      |
| ----------------- | ---------------------------- |
| Meilleur joueur   | Momoh Kamara                 |
| Meilleur buteur   | Momoh Kamara C.Tidiane Thiam |
| Meilleur gardien  | Mamour Ndiaye                |
| Prix du fair-play | Sierra Leone                 |

## Zone UFOA B
Le Championnat -20 ans de la zone B de l'UFOA, en vue des  qualificatifs de l’UFOA Zone B pour la Coupe d'Afrique des Nations U-20 est prévus du 17 octobre au 31 octobre. a Lomé au Togo, Les matches se dispute au Stade de Kégué, Stade municipal de Lomé et au Stade Général Eyadema.
Toutes les heures sont locales, GMT (UTC+01:00).
Le tirage au sort a eu lieu le 26 septembre 2024

### Groupe A
| Rang | Équipe | Pts | J | G | N | P | Bp | Bc | Diff |
| ---- | ------ | --- | - | - | - | - | -- | -- | ---- |
| 1    | Ghana  | 5   | 3 | 1 | 2 | 0 | 5  | 3  | +2   |
| 2    | Niger  | 4   | 3 | 1 | 1 | 1 | 3  | 4  | -1   |
| 3    | Togo   | 3   | 3 | 0 | 3 | 0 | 3  | 3  | 0    |
| 4    | Bénin  | 2   | 3 | 0 | 2 | 1 | 2  | 3  | -1   |

| 17 octobre 2024 | Togo                                            | 2 - 2 | Niger                                          | Stade de Kégué |  |
| 17:00 (UTC+1)   | 52e (Baboulin Kolani) 73e (Souleymane Boubacar) |       | 16e (Daouda Mihedo) 56e (Djibril Goumey Diori) |                |  |
| 17:00 (UTC+1)   |                                                 |       |                                                |                |  |

| 17 octobre 2024 | Ghana                     | 2 - 2 | Bénin                                        | Stade de Kégué |  |
| 21:00 (UTC+1)   | 14e 90+5e (Jerry Afriyie) |       | 27e (Modeste Konoudji) 41e (Gabriel Moulero) |                |  |
| 21:00 (UTC+1)   |                           |       |                                              |                |  |

| 20 octobre 2024 | Niger | 0 - 2 | Ghana                  | Stade Général Eyadema |  |
| 17:00 (UTC+1)   |       |       | 64e 73e (Musibau Aziz) |                       |  |
| 17:00 (UTC+1)   |       |       |                        |                       |  |

| 20 octobre 2024 | Bénin | 0 - 0 | Togo | Stade de Kégué |
| 21:00 (UTC+1)   |       |       |      |                |
|                 |       |       |      |                |

| 23 octobre 2024 | Togo                       | 1 - 1 | Ghana              | Stade Général Eyadema |  |
| 17:00 (UTC+1)   | 49e (Ouzeroudine Kperedja) |       | 2e (Jerry Afriyie) |                       |  |
| 17:00 (UTC+1)   |                            |       |                    |                       |  |

| 23 octobre 2024 | Niger                | 1 - 0 | Bénin | Stade de Kégué |  |
| 17:00 (UTC+1)   | 87e (Latifou Goumey) |       |       |                |  |
| 17:00 (UTC+1)   |                      |       |       |                |  |

### Groupe B
| Rang | Équipe        | Pts | J | G | N | P | Bp | Bc | Diff |
| ---- | ------------- | --- | - | - | - | - | -- | -- | ---- |
| 1    | Nigeria       | 3   | 2 | 1 | 0 | 1 | 2  | 2  | 0    |
| 2    | Côte d’Ivoire | 3   | 2 | 1 | 0 | 1 | 2  | 2  | 0    |
| 3    | Burkina Faso  | 3   | 2 | 1 | 0 | 1 | 1  | 1  | 0    |

| 18 octobre 2024 | Nigeria | 0 - 1 | Burkina Faso                 | Stade municipal de Lomé |  |
| 17:00 (UTC+1)   |         |       | 67e (Fandino Abib Coulibaly) |                         |  |
| 17:00 (UTC+1)   |         |       |                              |                         |  |

| 21 octobre 2024 | Burkina Faso | 0 - 1 | Côte d'Ivoire     | Stade Général Eyadema |  |
| 17:00 (UTC+1)   |              |       | 87e (Isaac Cissé) |                       |  |
| 17:00 (UTC+1)   |              |       |                   |                       |  |

| 24 octobre 2024 | Côte d'Ivoire     | 1 - 2 | Nigeria                                    | Stade Général Eyadema |  |
| 17:00 (UTC+1)   | 63e (Christ Wawa) |       | 64e (Clinton Jephta) 66e (Kparobo Arierhi) |                       |  |
| 17:00 (UTC+1)   |                   |       |                                            |                       |  |

### Tableau final
|  | Demi-finales                             | Demi-finales                             | Demi-finales                             | Demi-finales                             |                               |       | Finale                          | Finale                          | Finale                          | Finale                          |
|  |                                          |                                          |                                          |                                          |                               |       |                                 |                                 |                                 |                                 |
|  | 27 octobre 2024, Stade Municipal de Lomé | 27 octobre 2024, Stade Municipal de Lomé | 27 octobre 2024, Stade Municipal de Lomé | 27 octobre 2024, Stade Municipal de Lomé |                               |       | 30 octobre 2024, Stade de Kégué | 30 octobre 2024, Stade de Kégué | 30 octobre 2024, Stade de Kégué | 30 octobre 2024, Stade de Kégué |
|  | Ghana                                    | Ghana                                    | 2                                        | 2                                        |                               |       | 30 octobre 2024, Stade de Kégué | 30 octobre 2024, Stade de Kégué | 30 octobre 2024, Stade de Kégué | 30 octobre 2024, Stade de Kégué |
|  | Ghana                                    | Ghana                                    | 2                                        | 2                                        |                               |       | 30 octobre 2024, Stade de Kégué | 30 octobre 2024, Stade de Kégué | 30 octobre 2024, Stade de Kégué | 30 octobre 2024, Stade de Kégué |
|  | Côte d'Ivoire                            | Côte d'Ivoire                            | 1                                        | 1                                        |                               |       | 30 octobre 2024, Stade de Kégué | 30 octobre 2024, Stade de Kégué | 30 octobre 2024, Stade de Kégué | 30 octobre 2024, Stade de Kégué |
|  | Côte d'Ivoire                            | Côte d'Ivoire                            | 1                                        | 1                                        | Ghana                         | Ghana | 1                               | 1                               |                                 |                                 |
|  | 27 octobre 2024, Stade de Kégué          |                                          |                                          |                                          | Ghana                         | Ghana | 1                               | 1                               |                                 |                                 |
|  |                                          |                                          | Nigeria                                  | Nigeria                                  | 2                             | 2     |                                 |                                 |                                 |                                 |
|  | Nigeria                                  | Nigeria                                  | Nigeria                                  | Nigeria                                  | 2                             | 2     | 3                               | 3                               |                                 |                                 |
|  | Nigeria                                  | Nigeria                                  |                                          |                                          |                               |       |                                 | 3                               |                                 |                                 |
|  | Niger                                    | Niger                                    | 1                                        | 1                                        |                               |       |                                 |                                 |                                 |                                 |
|  | Niger                                    | Niger                                    | 1                                        | 1                                        | Match pour la troisième place |       |                                 |                                 |                                 |                                 |
|  |                                          |                                          |                                          |                                          |                               |       |                                 |                                 |                                 |                                 |
|  | 30 octobre 2024,Stade de Kégué           |                                          |                                          |                                          |                               |       |                                 |                                 |                                 |                                 |
|  | Côte d'Ivoire                            | Côte d'Ivoire                            | 2                                        | 2                                        |                               |       |                                 |                                 |                                 |                                 |
|  | Côte d'Ivoire                            | Côte d'Ivoire                            | 2                                        | 2                                        |                               |       |                                 |                                 |                                 |                                 |
|  | Niger                                    | Niger                                    | 1                                        | 1                                        |                               |       |                                 |                                 |                                 |                                 |
|  | Niger                                    | Niger                                    | 1                                        | 1                                        |                               |       |                                 |                                 |                                 |                                 |

#### Demi-finals
| 27 octobre 2024 | Ghana                                         | 2 - 1 | Côte d'Ivoire      | Stade Municipal de Lomé |  |
| 16:00 (UTC+1)   | 45+3e (Isaac Cissé) (csc) 54e (Jerry Afriyie) |       | 19e (Konan Loukou) |                         |  |
| 16:00 (UTC+1)   |                                               |       |                    |                         |  |

| 27 octobre 2024 | Nigeria                                         | 3 - 1 | Niger              | Stade de Kégué |  |
| 20:00 (UTC+1)   | 35e 60e (Clinton Jephta) 90+5e (Ibrahim Alonge) |       | 11e (Junior Menas) |                |  |
| 20:00 (UTC+1)   |                                                 |       |                    |                |  |

#### Troisième place
| 30 octobre 2024 | Côte d'Ivoire                        | 2 - 1 | Niger                | Stade de Kégué |  |
| 16:00 (UTC+1)   | 41e (Christ Wawa) 84e (Oumar konate) |       | 64e (Faycal hamadou) |                |  |
| 16:00 (UTC+1)   |                                      |       |                      |                |  |

#### Finale
| 30 octobre 2024 | Ghana               | 1 - 2 | Nigeria                   | Stade de Kégué |  |
| 20:00 (UTC+1)   | 74e (Jerry Afriyie) | (0-2) | 34e 44e (Kparobo Arierhi) |                |  |
| 20:00 (UTC+1)   |                     |       |                           |                |  |

### Récompenses
| Prix              | Lauréat            |
| ----------------- | ------------------ |
| Meilleur joueur   | Kparobo Arierhi    |
| Meilleur buteur   | Jerry Afriyie      |
| Meilleur gardien  | Yvann Birama Konan |
| Prix du fair-play | Ghana              |

## Zone UNIFFAC
La Zone Centre de L’UNIFFAC joue le Championnat unniffac U20, Pour les qualification a la Coupe d'Afrique des Nations U-20 initialement prévue le 11 au 25 septembre 2024, Le tirage au sort à eu lieu le 04 septembre , Le tournoi eera reconduit au 24 septembre jusqu’au 4 octobre 2024, Les matches se déroulent au Stade Alphonse-Massamba-Débat, A Brazzaville en République du Congo.
Toutes les heures sont locales, GMT (UTC+01:00).

### Groupe A
L’équipe du Tchad se désiste , le calendrier a du être de nouveau réorganiser.
| Rang | Équipe             | Pts | J | G | N | P | Bp | Bc | Diff |
| ---- | ------------------ | --- | - | - | - | - | -- | -- | ---- |
| 1    | Congo              | 6   | 2 | 2 | 0 | 0 | 3  | 0  | +3   |
| 2    | RD Congo           | 3   | 2 | 0 | 0 | 1 | 3  | 2  | +1   |
| 3    | Guinée Équatoriale | 0   | 2 | 0 | 0 | 2 | 1  | 5  | -4   |
| 4    | Tchad              | 0   | 0 | 0 | 0 | 0 | 0  | 0  | 0    |

| 24 septembre 2024 | Congo                  | 1 - 0 | RD Congo | Stade Alphonse-Massamba-Débat, Brazzaville |  |
| 14:00 (UTC+01:00) | 27e (Declan Moussavou) |       |          |                                            |  |
| 14:00 (UTC+01:00) |                        |       |          |                                            |  |

| 26 septembre 2024 | Guinée équatoriale | 0 - 2 | Congo                          | Stade Alphonse-Massamba-Débat, Brazzaville |  |
| 17:00 (UTC+01:00) |                    |       | 57e 75e (Bonaventure Lendambi) |                                            |  |
| 17:00 (UTC+01:00) |                    |       |                                |                                            |  |

| 28 septembre 2024 | RD Congo                                                     | 3 - 1 | Guinée équatoriale     | Stade Alphonse-Massamba-Débat, Brazzaville |  |
| 17:00 (UTC+01:00) | 48e (Berdy Mavutuku) 52e (Tonny Talasi) 84e (Ibrahim Matobo) |       | 19e (pen.) Justo Eworo |                                            |  |
| 17:00 (UTC+01:00) |                                                              |       |                        |                                            |  |

### Groupe B
| Rang | Équipe       | Pts | J | G | N | P | Bp | Bc | Diff |
| ---- | ------------ | --- | - | - | - | - | -- | -- | ---- |
| 1    | Cameroun     | 6   | 2 | 2 | 0 | 0 | 7  | 1  | +6   |
| 2    | Centrafrique | 3   | 2 | 1 | 0 | 1 | 2  | 5  | -3   |
| 3    | Gabon        | 0   | 2 | 0 | 0 | 2 | 2  | 5  | -3   |

| 24 septembre 2024 | République centrafricaine               | 2 - 1 | Gabon                  | Stade Alphonse-Massamba-Débat, Brazzaville |  |
| 15:00 (UTC+01:00) | 44e (Chérubin Kodja) 63e (J.B Mbaigoto) |       | 57e (Ben Kabina Mbélé) |                                            |  |
| 15:00 (UTC+01:00) |                                         |       |                        |                                            |  |

| 26 septembre 2024 | Cameroun                                                                         | 4 - 0 | République centrafricaine | Stade Alphonse-Massamba-Débat, Brazzaville |  |
| 13:00 (UTC+01:00) | 09e (Nathan Douala) 49e (Yvan Nana) 65e (Harouna Djibrin) 87e (Laurent Essounga) |       |                           |                                            |  |
| 13:00 (UTC+01:00) |                                                                                  |       |                           |                                            |  |

| 28 septembre 2024 | Gabon               | 1 - 3 | Cameroun                                                      | Stade Alphonse-Massamba-Débat, Brazzaville |  |
| 13:00 (UTC+01:00) | 48e (Mabonki Makon) |       | 12e (Adrien Mfoumou) 46e (Angel Yondjo) 88e (Harouna Djibrin) |                                            |  |
| 13:00 (UTC+01:00) |                     |       |                                                               |                                            |  |

#### 5eplace
| 30 octobre 2024   | Guinée équatoriale | reportée | Gabon | Stade Alphonse-Massamba-Débat, Brazzaville |
| 13:00 (UTC+01:00) |                    |          |       |                                            |
|                   |                    |          |       |                                            |

### Tableau final
|  | Demi-finales                                                 | Demi-finales                                                 | Demi-finales                                                 | Demi-finales                                                 |                               |       | Finale                                                     | Finale                                                     | Finale                                                     | Finale                                                     |
|  |                                                              |                                                              |                                                              |                                                              |                               |       |                                                            |                                                            |                                                            |                                                            |
|  | 1er octobre 2024, Stade Alphonse-Massamba-Débat, Brazzaville | 1er octobre 2024, Stade Alphonse-Massamba-Débat, Brazzaville | 1er octobre 2024, Stade Alphonse-Massamba-Débat, Brazzaville | 1er octobre 2024, Stade Alphonse-Massamba-Débat, Brazzaville |                               |       | 3 octobre 2024, Stade Alphonse-Massamba-Débat, Brazzaville | 3 octobre 2024, Stade Alphonse-Massamba-Débat, Brazzaville | 3 octobre 2024, Stade Alphonse-Massamba-Débat, Brazzaville | 3 octobre 2024, Stade Alphonse-Massamba-Débat, Brazzaville |
|  | Congo                                                        | Congo                                                        | 2                                                            | 2                                                            |                               |       | 3 octobre 2024, Stade Alphonse-Massamba-Débat, Brazzaville | 3 octobre 2024, Stade Alphonse-Massamba-Débat, Brazzaville | 3 octobre 2024, Stade Alphonse-Massamba-Débat, Brazzaville | 3 octobre 2024, Stade Alphonse-Massamba-Débat, Brazzaville |
|  | Congo                                                        | Congo                                                        | 2                                                            | 2                                                            |                               |       | 3 octobre 2024, Stade Alphonse-Massamba-Débat, Brazzaville | 3 octobre 2024, Stade Alphonse-Massamba-Débat, Brazzaville | 3 octobre 2024, Stade Alphonse-Massamba-Débat, Brazzaville | 3 octobre 2024, Stade Alphonse-Massamba-Débat, Brazzaville |
|  | République centrafricaine                                    | République centrafricaine                                    | 0                                                            | 0                                                            |                               |       | 3 octobre 2024, Stade Alphonse-Massamba-Débat, Brazzaville | 3 octobre 2024, Stade Alphonse-Massamba-Débat, Brazzaville | 3 octobre 2024, Stade Alphonse-Massamba-Débat, Brazzaville | 3 octobre 2024, Stade Alphonse-Massamba-Débat, Brazzaville |
|  | République centrafricaine                                    | République centrafricaine                                    | 0                                                            | 0                                                            | Congo                         | Congo | 1                                                          | 1                                                          |                                                            |                                                            |
|  | 1er octobre 2024, Stade Alphonse-Massamba-Débat, Brazzaville |                                                              |                                                              |                                                              | Congo                         | Congo | 1                                                          | 1                                                          |                                                            |                                                            |
|  |                                                              |                                                              | RD Congo                                                     | RD Congo                                                     | 2                             | 2     |                                                            |                                                            |                                                            |                                                            |
|  | Cameroun                                                     | Cameroun                                                     | RD Congo                                                     | RD Congo                                                     | 2                             | 2     | 1 (3)                                                      | 1 (3)                                                      |                                                            |                                                            |
|  | Cameroun                                                     | Cameroun                                                     |                                                              |                                                              |                               |       |                                                            | 1 (3)                                                      |                                                            |                                                            |
|  | RD Congo                                                     | RD Congo                                                     | 1 (4)                                                        | 1 (4)                                                        |                               |       |                                                            |                                                            |                                                            |                                                            |
|  | RD Congo                                                     | RD Congo                                                     | 1 (4)                                                        | 1 (4)                                                        | Match pour la troisième place |       |                                                            |                                                            |                                                            |                                                            |
|  |                                                              |                                                              |                                                              |                                                              |                               |       |                                                            |                                                            |                                                            |                                                            |
|  | 3 octobre 2024,Stade Alphonse-Massamba-Débat, Brazzaville    |                                                              |                                                              |                                                              |                               |       |                                                            |                                                            |                                                            |                                                            |
|  | République centrafricaine                                    | République centrafricaine                                    | score                                                        | score                                                        |                               |       |                                                            |                                                            |                                                            |                                                            |
|  | République centrafricaine                                    | République centrafricaine                                    | score                                                        | score                                                        |                               |       |                                                            |                                                            |                                                            |                                                            |
|  | Cameroun                                                     | Cameroun                                                     | score                                                        | score                                                        |                               |       |                                                            |                                                            |                                                            |                                                            |
|  | Cameroun                                                     | Cameroun                                                     | score                                                        | score                                                        |                               |       |                                                            |                                                            |                                                            |                                                            |

#### Demi-finals
| 1er octobre 2024  | Congo                                         | 2 - 0 | République centrafricaine | Stade Alphonse-Massamba-Débat, Brazzaville |  |
| 13:00 (UTC+01:00) | 47e (Prince Nanou) 90e (Bonaventure Lendambi) |       |                           |                                            |  |
| 13:00 (UTC+01:00) |                                               |       |                           |                                            |  |

| 1er octobre 2024  | Cameroun                                                                | 1 - 1           | RD Congo                                                               | Stade Alphonse-Massamba-Débat, Brazzaville |  |
| 16:00 (UTC+01:00) | 36e (Angel Yondjo)                                                      |                 | 06e (Tony Talasi)                                                      |                                            |  |
| 16:00 (UTC+01:00) |                                                                         |                 |                                                                        |                                            |  |
| 16:00 (UTC+01:00) | Angel Yondjo Mfoumou Adrien · Kiah Emmanuel Evina Farel Djibrin Harouna | Tirs au but 3-4 | Ferdinand Mukandila · Dieumerci Lukombe · Tony Talasi · Berdy Mavutuku |                                            |  |

#### 3eplace
| 3 octobre 2024    | République centrafricaine | reportée | Cameroun | Stade Alphonse-Massamba-Débat, Brazzaville |
| 13:00 (UTC+01:00) |                           |          |          |                                            |
|                   |                           |          |          |                                            |

#### Final
| 3 octobre 2024    | Congo                      | 1 - 2 | RD Congo              | Stade Alphonse-Massamba-Débat, Brazzaville |  |
| 16:00 (UTC+01:00) | 89e (Bonaventure Lendambi) | (0-1) | 05e 53e (Tony Talasi) |                                            |  |
| 16:00 (UTC+01:00) |                            |       |                       |                                            |  |

### Récompenses
| Prix            | Lauréat                          |
| --------------- | -------------------------------- |
| Meilleur joueur | Tony Talasi                      |
| Meilleur buteur | Tony Talasi Bonaventure Lendambi |

## Zone CECAFA
Les Qualifications de la zones CECAFA pour la Coupe d'Afrique des Nations U-20 seront organisée en Tanzanie entre le 6 Octobre au 20 Octobre 2024.A l’Azam Complex, et le KMC Stadium , tous situés à Dar es Salaam.
Toutes les heures sont locales, L’Est (UTC+3).

### Groupe A
| Rang | Équipe   | Pts | J | G | N | P | Bp | Bc | Diff |
| ---- | -------- | --- | - | - | - | - | -- | -- | ---- |
| 1    | Kenya    | 10  | 4 | 3 | 1 | 0 | 9  | 1  | +8   |
| 2    | Tanzanie | 9   | 4 | 3 | 0 | 1 | 13 | 2  | +11  |
| 3    | Soudan   | 6   | 4 | 2 | 0 | 2 | 4  | 5  | -1   |
| 4    | Rwanda   | 4   | 4 | 1 | 1 | 2 | 5  | 5  | 0    |
| 5    | Djibouti | 0   | 4 | 0 | 0 | 4 | 2  | 19 | -17  |

| 6 octobre 2024 | Tanzanie              | 1 - 2 | Kenya                                    | KMC Stadium |  |
| 15:00 (UTC+3)  | 77e (Rahim Mkinyange) |       | 27e (Kevin Wanganya) 67e (Andres Omondi) |             |  |
| 15:00 (UTC+3)  |                       |       |                                          |             |  |

| 6 octobre 2024 | Soudan                                                                      | 3 - 1 | Djibouti           | Azam Complex |  |
| 17:00 (UTC+3)  | 06e (Monzer Abo Khmies) 62e (Musa Hussien Musa) 72e (Athothemen Shamselden) |       | 51e (Dirieh Daher) |              |  |
| 17:00 (UTC+3)  |                                                                             |       |                    |              |  |

| 8 octobre 2024 | Tanzanie                                                                                                  | 7 - 0 | Djibouti | KMC Stadium |  |
| 15:00 (UTC+3)  | 21e 77e 90+8e (Valentino Mashaka Kusengama) 58e 90+3e (Sabri Kondo) 62e (Jammy Jammy) 73e (Nickson Mosha) |       |          |             |  |
| 15:00 (UTC+3)  | |       |          |             |  |

| 8 octobre 2024 | Soudan                  | 1 - 0 | Rwanda | Azam Complex |  |
| 17:00 (UTC+3)  | 06e (Monzer Abo Khmies) |       |        |              |  |
| 17:00 (UTC+3)  |                         |       |        |              |  |

| 10 octobre 2024 | Rwanda | 0 - 0 | Kenya | KMC Stadium |
| 15:00 (UTC+3)   |        |       |       |             |
|                 |        |       |       |             |

| 10 octobre 2024 | Tanzanie              | 1 - 0 | Soudan | Azam Complex |  |
| 16:00 (UTC+3)   | 77e (Sheikhan Khamis) |       |        |              |  |
| 16:00 (UTC+3)   |                       |       |        |              |  |

| 13 octobre 2024 | Djibouti | 0 - 4 | Kenya                                                           | KMC Stadium |  |
| 15:00 (UTC+3)   |          |       | 06e (Hassan Beja) 11e 24e (Kevin Wanganya) 49e (Lawrence Okoth) |             |  |
| 15:00 (UTC+3)   |          |       |                                                                 |             |  |

| 13 octobre 2024 | Tanzanie                                | 3 - 0 | Rwanda | Azam Complex |  |
| (UTC+3)         | 03e (Omary Omary) 72e 84e (Sabri Kondo) |       |        |              |  |
| (UTC+3)         |                                         |       |        |              |  |

| 15 octobre 2024 | Soudan | 0 - 3 | Kenya                                        | Azam Complex |  |
| 13:00 (UTC+3)   |        |       | 02e 41e (Aldrine Kibet) 68e (Kelvin Wangaya) |              |  |
| 13:00 (UTC+3)   |        |       |                                              |              |  |

| 15 octobre 2024 | Rwanda | 5 - 1 | Djibouti                  | KMC Stadium |  |
| 13:00 (UTC+3)   | 09e (Jesus Paul Sindi) 23e (Didier Ndayishimiye) 45e (Pascal Iradukunda) 52e (Vicky Petry) 74e (Erirone Yangiriyeneza) |       | 90+5e (Ahmed Dini Hassan) |             |  |
| 13:00 (UTC+3)   | |       |                           |             |  |

### Groupe B
| Rang | Équipe        | Pts | J | G | N | P | Bp | Bc | Diff |
| ---- | ------------- | --- | - | - | - | - | -- | -- | ---- |
| 1    | Ouganda       | 7   | 3 | 2 | 1 | 0 | 9  | 3  | +6   |
| 2    | Burundi       | 6   | 3 | 2 | 0 | 1 | 5  | 6  | -1   |
| 3    | Soudan Du Sud | 4   | 3 | 1 | 1 | 1 | 4  | 4  | 0    |
| 4    | Éthiopie      | 0   | 3 | 0 | 0 | 3 | 3  | 8  | -5   |

| 7 octobre 2022 | Soudan du Sud | 0 - 1 | Burundi                           | KMC Stadium |  |
| 15:00 (UTC+3)  |               |       | 08e (Christophe Ndayikengurukiye) |             |  |
| 15:00 (UTC+3)  |               |       |                                   |             |  |

| 7 octobre 2022 | Ouganda                                                           | 3 - 0 | Éthiopie | Azam Complex |  |
| 17:00 (UTC+3)  | 24e (Godfrey Sekibengo) 40e (Swabiru Mpasa) 90e (Kisomo Innocent) |       |          |              |  |
| 17:00 (UTC+3)  |                                                                   |       |          |              |  |

| 9 octobre 2022 | Ouganda                                                                   | 4 - 1 | Burundi                           | KMC Stadium |  |
| 15:00 (UTC+3)  | 02e (Allan Oyirwoth) 18e 22e (John Dembe) 62e (Ramazani Hakizimana) (csc) |       | 62e (Christophe Ndayikengurukiye) |             |  |
| 15:00 (UTC+3)  |                                                                           |       |                                   |             |  |

| 9 octobre 2024 | Soudan du Sud                           | 2 - 1 | Éthiopie                  | Azam Complex |  |
| 17:00 (UTC+3)  | 14e (Ngong Garang) 76e (Daniel Bichiok) |       | 82e (Wancha Tut Thurbiel) |              |  |
| 17:00 (UTC+3)  |                                         |       |                           |              |  |

| 11 octobre 2024 | Burundi                                                    | 3 - 2 | Éthiopie                                 | Azam Complex |  |
| 15:00 (UTC+3)   | 7e 35e (Christophe Ndayikengurukiye) 86e (Destin Maniriho) |       | 25e (Anteneh Tefera) 29e (Mikiyas Iwali) |              |  |
| 15:00 (UTC+3)   |                                                            |       |                                          |              |  |

| 11 octobre 2024 | Ouganda              | 2 - 2 | Soudan du Sud                           | KMC Stadium |  |
| 15:00 (UTC+3)   | 16e 22e (John Dembe) |       | 33e (Emmanuel Swoka) 90e (Patrick Oleo) |             |  |
| 15:00 (UTC+3)   |                      |       |                                         |             |  |

### Tableau final
|  | Demi-finales                 | Demi-finales                | Demi-finales                | Demi-finales                |                               |          | Finale          | Finale          | Finale          | Finale          |
|  |                              |                             |                             |                             |                               |          |                 |                 |                 |                 |
|  | 18 octobre 2024,KMC Stadium  | 18 octobre 2024,KMC Stadium | 18 octobre 2024,KMC Stadium | 18 octobre 2024,KMC Stadium |                               |          | 20 octobre 2024 | 20 octobre 2024 | 20 octobre 2024 | 20 octobre 2024 |
|  | Ouganda                      | Ouganda                     | 1                           | 1                           |                               |          | 20 octobre 2024 | 20 octobre 2024 | 20 octobre 2024 | 20 octobre 2024 |
|  | Ouganda                      | Ouganda                     | 1                           | 1                           |                               |          | 20 octobre 2024 | 20 octobre 2024 | 20 octobre 2024 | 20 octobre 2024 |
|  | Tanzanie                     | Tanzanie                    | 2                           | 2                           |                               |          | 20 octobre 2024 | 20 octobre 2024 | 20 octobre 2024 | 20 octobre 2024 |
|  | Tanzanie                     | Tanzanie                    | 2                           | 2                           | Tanzanie                      | Tanzanie | 2               | 2               |                 |                 |
|  | 18 octobre 2024,Azam Complex |                             |                             |                             | Tanzanie                      | Tanzanie | 2               | 2               |                 |                 |
|  |                              |                             | Kenya                       | Kenya                       | 1                             | 1        |                 |                 |                 |                 |
|  | Kenya                        | Kenya                       | Kenya                       | Kenya                       | 1                             | 1        | 4               | 4               |                 |                 |
|  | Kenya                        | Kenya                       |                             |                             |                               |          |                 | 4               |                 |                 |
|  | Burundi                      | Burundi                     | 0                           | 0                           |                               |          |                 |                 |                 |                 |
|  | Burundi                      | Burundi                     | 0                           | 0                           | Match pour la troisième place |          |                 |                 |                 |                 |
|  |                              |                             |                             |                             |                               |          |                 |                 |                 |                 |
|  | 20 octobre 2024,             |                             |                             |                             |                               |          |                 |                 |                 |                 |
|  | Ouganda                      | Ouganda                     | 3                           | 3                           |                               |          |                 |                 |                 |                 |
|  | Ouganda                      | Ouganda                     | 3                           | 3                           |                               |          |                 |                 |                 |                 |
|  | Burundi                      | Burundi                     | 1                           | 1                           |                               |          |                 |                 |                 |                 |
|  | Burundi                      | Burundi                     | 1                           | 1                           |                               |          |                 |                 |                 |                 |

#### Demi-finales
| 18 octobre 2024 | Ouganda          | 1 - 2 | Tanzanie                                     | KMC Stadium |  |
| 14:00 (UTC+3)   | Brian Toto Majub |       | 74e (Abdu Magada) (csc) 120e (Jammy Seleman) |             |  |
| 14:00 (UTC+3)   |                  |       |                                              |             |  |

| 18 octobre 2024 | Kenya                                                                          | 4 - 0 | Burundi | Azam Complex |  |
| 18:00 (UTC+3)   | 53e (Lawrence Okoth) 68e (Hassan Beja) 71e (Aldrine Kibet) 90+5e (Luiz Ingavi) |       |         |              |  |
| 18:00 (UTC+3)   |                                                                                |       |         |              |  |

#### 3eplace
| 20 octobre 2024 | Ouganda                                          | 3 - 1 | Burundi                   | KMC Stadium |  |
| 11:00 (UTC+3)   | 45+1e (Abubakali Walusimbi) 62e 78e (John Dembe) |       | 05e (Ramazani Hakizimana) |             |  |
| 11:00 (UTC+3)   |                                                  |       |                           |             |  |

#### Finale
| 20 octobre 2024 | Tanzanie                                                | 2 - 1 | Kenya             | KMC Stadium                                                                                                  | |
| 14:00 (UTC+3)   | 65e (Valentino Mashaka Kusengama) 83e (Sheikhan Khamis) | (0-0) | 48e (Hassan Beja) | Arbitrage : Mahamoud Houssein TSG : Eleyeh Robleh Dirir Idriss Ibrahim (Fédération djiboutienne de football) | Arbitrage : Mahamoud Houssein TSG : Eleyeh Robleh Dirir Idriss Ibrahim (Fédération djiboutienne de football) |
| 14:00 (UTC+3)   |                                                         |       |                   | Arbitrage : Mahamoud Houssein TSG : Eleyeh Robleh Dirir Idriss Ibrahim (Fédération djiboutienne de football) | Arbitrage : Mahamoud Houssein TSG : Eleyeh Robleh Dirir Idriss Ibrahim (Fédération djiboutienne de football) |

### Récompenses
| Prix              | Lauréat         |
| ----------------- | --------------- |
| Meilleur joueur   | Sabri Kondo     |
| Meilleur buteur   | John Paul Dembe |
| Meilleur gardien  | Ibrahim Wanzala |
| Prix du fair-play | Kenya           |

## Zone COSAFA
La Zones COSAFA des qualifications pour la Coupe d'Afrique des Nations U-20 début le 26 septembre au 5 octobre 2024, les match ce joueront au Stade ABB de Matola et le stade annexe du Stade ABB de Matola a Matola en Mozambique.
Toutes les heures sont locales,
SAST (UTC+2).

### Phases de groupe
La phase de groupes se déroulée en 3 groupes sous forme de à la ronde, où les vainqueurs de chaque groupes et un dès deuxième meilleur des trois groupes se qualifient pour les demi-finales.

#### Groupe A
| Rang | Équipe     | Pts | J | G | N | P | Bp | Bc | Diff |
| ---- | ---------- | --- | - | - | - | - | -- | -- | ---- |
| 1    | Zimbabwe   | 7   | 3 | 2 | 1 | 0 | 5  | 1  | +4   |
| 2    | Botswana   | 5   | 3 | 1 | 2 | 0 | 3  | 2  | +1   |
| 3    | Eswatini   | 4   | 3 | 1 | 1 | 1 | 5  | 7  | -2   |
| 4    | Mozambique | 0   | 3 | 0 | 0 | 3 | 5  | 8  | -3   |

| 26 septembre 2024 | Botswana          | 1 - 1 | Zimbabwe         | Stade ABB de Matola |  |
| 12:00 (UTC+2)     | 73e (Philip Kaku) |       | 31e (Enock Moyo) |                     |  |
| 12:00 (UTC+2)     |                   |       |                  |                     |  |

| 26 septembre 2024 | Mozambique                                                    | 4 - 5 | Eswatini                                                                                      | Stade ABB de Matola |  |
| 15:30 (UTC+2)     | 20e 62e (Kelvio Neves) 59e (Fernando Jose) 90+5e (Yuran Seia) |       | 36e (Phiwayinkhosi Dube) · 38e 53e (Alakhe Mdluli) 47e (Njongo Mazibuko) 77e (Malwande Gwebu) |                     |  |
| 15:30 (UTC+2)     |                                                               |       |                                                                                               |                     |  |

| 29 septembre 2024 | Eswatini | 0 - 3 | Zimbabwe                                                       | Stade ABB de Matola 2 |  |
| 12:00 (UTC+2)     |          |       | 26e (Tanaka Cherera) 50e (Nisbet Muzenda) 86e (Prince Ndhlovu) |                       |  |
| 12:00 (UTC+2)     |          |       |                                                                |                       |  |

| 29 septembre 2024 | Mozambique         | 1 - 2 | Botswana                                    | Stade ABB de Matola 2 |  |
| 15:30 (UTC+2)     | 42e (Kelvio Neves) |       | 67e (Gaone Japane) 77e (Lotsika Ratshukudu) |                       |  |
| 15:30 (UTC+2)     |                    |       |                                             |                       |  |

| 30 septembre 2024 | Mozambique | 0 - 1 | Zimbabwe         | Stade ABB de Matola |  |
| 15:00 (UTC+2)     |            |       | 46e (Enock Moyo) |                     |  |
| 15:00 (UTC+2)     |            |       |                  |                     |  |

| 30 septembre 2024 | Eswatini | 0 - 0 | Botswana | Stade ABB de Matola 2 |
| 15:00 (UTC+2)     |          |       |          |                       |
|                   |          |       |          |                       |

#### Groupe B
L’équipe de Madagascar se sont retirés pour se concentrer sur d’autres compétitions
| Rang | Équipe     | Pts | J | G | N | P | Bp | Bc | Diff |
| ---- | ---------- | --- | - | - | - | - | -- | -- | ---- |
| 1    | Angola     | 6   | 2 | 2 | 0 | 0 | 4  | 1  | +3   |
| 2    | Zambie     | 3   | 2 | 1 | 0 | 1 | 3  | 4  | -1   |
| 3    | Namibie    | 0   | 2 | 0 | 0 | 2 | 2  | 2  | 0    |
| 4    | Madagascar | 0   | 0 | 0 | 0 | 0 | 0  | 0  | 0    |

| 27 septembre 2024 | Zambie                    | 1 - 3 | Angola                                                               | Stade ABB de Matola |  |
| 12:00 (UTC+2)     | 73e (Perkins Mumba Mwale) |       | 28e (Amado Haidara) 31e (Simao Pedro) · 90+3e (Fostine Mwenya) (csc) |                     |  |
| 12:00 (UTC+2)     |                           |       |                                                                      |                     |  |

| 29 octobre 2024 | Angola              | 1 - 0 | Namibie | Stade ABB de Matola 2 |  |
| 15:00 (UTC+2)   | 89e (F. Quissequel) |       |         |                       |  |
| 15:00 (UTC+2)   |                     |       |         |                       |  |

| 1er octobre 2024 | Zambie                                      | 2 - 1 | Namibie                | Stade ABB de Matola 2 |  |
| 12:00 (UTC+2)    | 37e (Emmanuel Mwanza) 62e (David Simukonda) |       | 65e (Engilio Goagoseb) |                       |  |
| 12:00 (UTC+2)    |                                             |       |                        |                       |  |

#### Groupe C
| Rang | Équipe         | Pts | J | G | N | P | Bp | Bc | Diff |
| ---- | -------------- | --- | - | - | - | - | -- | -- | ---- |
| 1    | Afrique du Sud | 9   | 3 | 3 | 0 | 0 | 13 | 0  | +13  |
| 2    | Comores        | 3   | 2 | 1 | 0 | 1 | 2  | 4  | -2   |
| 3    | Malawi         | 3   | 3 | 1 | 0 | 2 | 4  | 9  | -5   |
| 4    | Lesotho        | 3   | 3 | 1 | 0 | 2 | 3  | 9  | -6   |

| 27 septembre 2024 | Comores            | 1 - 0 | Lesotho | Stade ABB de Matola |  |
| 12:00 (UTC+2)     | 81e (Malaik Bacar) |       |         |                     |  |
| 12:00 (UTC+2)     |                    |       |         |                     |  |

| 27 septembre 2024 | Afrique du Sud                                                                              | 5 - 0 | Malawi | Stade ABB de Matola |  |
| 15:00 (UTC+2)     | 37e 42e (Shakeel April) 48e (Jody Ah-Shene) 67e (Kultwano Letlhaku) 74e (Mbekezeli Mbokazi) |       |        |                     |  |
| 15:00 (UTC+2)     |                                                                                             |       |        |                     |  |

| 29 septembre 2024 | Malawi                 | 2 - 1 | Comores                  | Stade ABB de Matola |  |
| 12:00 (UTC+2)     | 11e 79e (Adiel Kaduya) |       | 27e (Falahidine Ahamada) |                     |  |
| 12:00 (UTC+2)     |                        |       |                          |                     |  |

| 29 septembre 2024 | Afrique du Sud | 6 - 0 | Lesotho | Stade ABB de Matola |  |
| 15:00 (UTC+2)     | 17e (Lee Ahshene) 25e 75e (S. Campbell) · 42e (Rorisang Malefane) (csc) · 50e (Kutlwano Letlhaku) · 56e (Sfiso Timba) |       |         |                     |  |
| 15:00 (UTC+2)     | |       |         |                     |  |

| 1er octobre 2024 | Comores | 0 - 2 | Afrique du Sud                       | Stade ABB de Matola |  |
| 15:00 (UTC+2)    |         |       | 46e (S.Mabena) 83e (Ofentse Kgosana) |                     |  |
| 15:00 (UTC+2)    |         |       |                                      |                     |  |

| 1er octobre 2024 | Malawi                                   | 2 - 3 | Lesotho                                     | Stade ABB de Matola 2 |  |
| 15:00 (UTC+2)    | 63e (Herman Masinja) 84e (Mwisho Mhango) |       | 03e 57e (Paseka Maile) 42e (Chewane Ntakha) |                       |  |
| 15:00 (UTC+2)    |                                          |       |                                             |                       |  |

#### Meilleurs deuxièmes

##### Classement[15]
Trois équipes des deuxième classées de leur poule sont repêchées pour compléter le tableau quart de finale. Pour désigner le meilleurs deuxième, un classement est effectué en comparant les résultats dans leur groupe respectif de chacune des équipes :
Règles de départage :
1. Plus grand nombre de points obtenus ;
2. Meilleure différence de buts ;
3. Plus grand nombre de buts marqués ;
4. Classement du fair-play (deux cartons jaunes dans le même match ou un carton rouge direct équivalent à -3 points, et un carton jaune à -1 point)

| Rang | Équipe   | Pts | J | G | N | P | Bp | Bc | Diff |
| ---- | -------- | --- | - | - | - | - | -- | -- | ---- |
| 1    | Zambie   | 3   | 2 | 1 | 0 | 1 | 3  | 4  | -1   |
| 2    | Botswana | 2   | 2 | 0 | 2 | 0 | 1  | 1  | 0    |
| 3    | Comores  | 0   | 2 | 0 | 0 | 2 | 1  | 4  | -3   |

     Équipe qualifiée en tant que meilleure 2e.

### Tableau final
|  | Demi-finales                        | Demi-finales                        | Demi-finales                        | Demi-finales                        |                |                | Finale                                     | Finale                                     | Finale                                     | Finale                                     |
|  |                                     |                                     |                                     |                                     |                |                |                                            |                                            |                                            |                                            |
|  | 3 octobre 2024, Stade ABB de Matola | 3 octobre 2024, Stade ABB de Matola | 3 octobre 2024, Stade ABB de Matola | 3 octobre 2024, Stade ABB de Matola |                |                | 5 octobre 2024, Stade ABB de Matola,Matola | 5 octobre 2024, Stade ABB de Matola,Matola | 5 octobre 2024, Stade ABB de Matola,Matola | 5 octobre 2024, Stade ABB de Matola,Matola |
|  | Angola                              | Angola                              | 0                                   | 0                                   |                |                | 5 octobre 2024, Stade ABB de Matola,Matola | 5 octobre 2024, Stade ABB de Matola,Matola | 5 octobre 2024, Stade ABB de Matola,Matola | 5 octobre 2024, Stade ABB de Matola,Matola |
|  | Angola                              | Angola                              | 0                                   | 0                                   |                |                | 5 octobre 2024, Stade ABB de Matola,Matola | 5 octobre 2024, Stade ABB de Matola,Matola | 5 octobre 2024, Stade ABB de Matola,Matola | 5 octobre 2024, Stade ABB de Matola,Matola |
|  | Afrique du Sud                      | Afrique du Sud                      | 1                                   | 1                                   |                |                | 5 octobre 2024, Stade ABB de Matola,Matola | 5 octobre 2024, Stade ABB de Matola,Matola | 5 octobre 2024, Stade ABB de Matola,Matola | 5 octobre 2024, Stade ABB de Matola,Matola |
|  | Afrique du Sud                      | Afrique du Sud                      | 1                                   | 1                                   | Afrique du Sud | Afrique du Sud | 2                                          | 2                                          |                                            |                                            |
|  | 3 octobre 2024, Stade ABB de Matola |                                     |                                     |                                     | Afrique du Sud | Afrique du Sud | 2                                          | 2                                          |                                            |                                            |
|  |                                     |                                     | Zambie                              | Zambie                              | 0              | 0              |                                            |                                            |                                            |                                            |
|  | Zimbabwe                            | Zimbabwe                            | Zambie                              | Zambie                              | 0              | 0              | 2 (5)                                      | 2 (5)                                      |                                            |                                            |
|  | Zimbabwe                            | Zimbabwe                            |                                     |                                     |                |                |                                            | 2 (5)                                      |                                            |                                            |
|  | Zambie                              | Zambie                              | 2 (6)                               | 2 (6)                               |                |                |                                            |                                            |                                            |                                            |
|  | Zambie                              | Zambie                              | 2 (6)                               | 2 (6)                               |                |                |                                            |                                            |                                            |                                            |

#### Demi-finals
| 3 octobre 2024 | Angola | 0 - 1 | Afrique du Sud    | Stade ABB de Matola |  |
| 12:00 (UTC+2)  |        |       | 26e (Lee Ahshene) |                     |  |
| 12:00 (UTC+2)  |        |       |                   |                     |  |

| 3 octobre 2024 | Zimbabwe | 2 - 2             | Zambie | Stade ABB de Matola |  |
| 15:00 (UTC+2)  | 63e 75e (Prince Ndhlovu)                                                                                        |                   | 8e (Perkins Mwale) 25e (David Simukonda)                                                                     |                     |  |
| 15:00 (UTC+2)  | |                   | |                     |  |
| 15:00 (UTC+2)  | Nisbet Muzenda Allan Chapinduka Kennedy Mupomba · Enock Moyo · Prince Ndhlovu Kurainashe Musanhi · Shawn Mzinde | Tirs au but 5 - 6 | Aaron Phiri · Patrick Simwinga · Mathews Banda · Happy Nsiku · Samson Ngulube · Benson Kapeshi · Henry Mbuti |                     |  |

#### Final
| 5 octobre 2024 | Afrique du Sud                            | 2 - 0 | Zambie | Stade ABB de Matola |  |
| 15:30 (UTC+2)  | 6e (Shandre Campbell) 45+3e (Lee Ahshene) | (2-0) |        |                     |  |
| 15:30 (UTC+2)  |                                           |       |        |                     |  |

### Récompenses
| Prix              | Lauréat          |
| ----------------- | ---------------- |
| Meilleur joueur   | Shandre Campbell |
| Meilleur buteur   | Lee Ahshene      |
| Meilleur gardien  | Fletcher Lowe    |
| Prix du fair-play | Zambie           |

## Classement des buteurs
5 buts
- John Paul Dembe
- Jerry Afriyie

4 buts
- Tonny Talasi
- Bonaventure Lendambi
- Christophe Ndayikengurukiye
- Sabri Kondo
- Kevin Wanganya
- Valentino Mashaka Kusengama
- Hassan Beja

3 buts
- Momoh Ibrahim Kamara
- Kelvio Neves
- Cheikh Tidiane Thiam
- Prince Ndhlovu
- Jody Lee Ahshene
- Shandre Campbell
- Aldrine Kibet
- Lawrence Okoth
- Clinton Jephta
- Kparobo Arierhi

2 buts
- Serigne Fallou Diouf
- Abdourahmane François Dia
- Alakhe Mdluli
- Shakeel April
- Harouna Djibrin
- Lamin Sillah
- Enock Moyo
- Paseka Maile
- Angel Mata Yondjo
- Perkins Mumba Mwale
- David Simukonda
- Monzer Abo Khmies
- Sheikhan Khamis
- Musibau Aziz
- Christ Wawa
- Saad El Haddad
- Mouad Dahak
- Lahlou Akhrib

1 but
- Alasana Badji
- Nuch Zohn
- Santigie Fornah
- Kindness Cole
- Mohamed Bangoura
- Mohamed Lamine Youla
- Tidjane Condé
- Demba Balde
- Alhassane Camara
- Nathaniel Jalloh
- Clement Zubah
- Declan Moussavou
- Chérubin Kodja
- Jaurès Bassier
- Ben Kabina Mbélé
- Idrissa Sesay
- Samuel Gandi
- Wilfried Nathan Douala
- Yvan Nana
- Laurent Essounga
- Philip Kaku
- Fernando Jose
- Yuran Seia
- Phiwayinkhosi Dube
- Njongo Mazibuko
- Malwande Gwebu
- Malaik Bacar
- Jody Ah-Shene
- Kultwano Letlhaku
- Mbekezeli Mbokazi
- Amado Haidara
- Simao Pedro
- Gaone Japane
- Lotsika Ratshukudu
- Alagie Wally
- Amara Camara
- Mabonki Makon
- Adrien Boris Mfoumou
- Berdy Mavutuku
- Ibrahim Matobo
- Justo Eworo
- Ibrahima Dieng
- Filipe Quissequel
- Tanaka Cherera
- Nisbet Muzenda
- Kelvio Neves
- Gaone Japane
- Lotsika Ratshukudu
- Adiel Kaduya
- Falahidine Ahamada
- Kutlwano Letlhaku
- Sfiso Timba
- Emmanuel Mwanza
- Engilio Goagoseb
- Siyabonga Mabena
- Ofentse Kgosana
- Herman Masinja
- Mwisho Mhango
- Chewane Ntakha
- Prince Nanou Ngatsogo
- Rahim Mkinyange
- Andres Omondi
- Musa Hussien Musa
- Athothemen Shamselden
- Dirieh Daher
- Godfrey Sekibengo
- Swabiru Mpasa
- Kisomo Innocent
- Jammy Jammy
- Nickson Mosha
- Allan Oyirwoth
- Ngong Garang
- Daniel Bichiok
- Wancha Tut Thurbiel
- Destin Maniriho
- Anteneh Tefera
- Mikiyas Iwali
- Emmanuel Swoka
- Patrick Oleo
- Omary Omary
- Jesus Paul Sindi
- Didier Ndayishimiye
- Pascal Iradukunda
- Vicky Petry
- Erirone Yangiriyeneza
- Ahmed Dini Hassan
- Baboulin Kolani
- Souleymane Boubacar
- Daouda Mihedo
- Abdoul Latif Djibril Goumey Diori
- Modeste Konoudji
- Gabriel Moulero
- Brian Toto Majub
- Jammy Seleman
- Fandino Abib Coulibaly
- Abubakali Walusimbi
- Ramazani Hakizimana
- Isaac Cissé
- Ouzeroudine Kperedja
- Latifou Goumey
- Konan Loukou
- Ibrahim Alonge Olalekan
- Junior Menas
- Oumar Konate
- Faycal Hamadou
- Omar Al Harak
- Sadek Mahmou
- Youssef Becha
- Othmane Maamma
- Mohamed Elbana
- Khalil Ayari
- Reda Laalaoui
- Ben Ahmed Kohili
- Mohamed Zaalouk
- Abdulaziz Mansour
- Ahmed Gomma
- Abdallah Bostangy
- Mohamed Zeghadi
- Yassir Zabiri
- Amanallah Mehrezi
- Islam Abbes
- Naoufel El Hannach
- Ayman Arguigue
- Oussama Benatia
- Mohamed El Amine Ramdaoui
- Ahmed Sharaf

1 buts c.s.c
- Isaac Cissé (Ghana)
- Fostine Mwenya (Angola)
- Rorisang Malefane (Afrique du sud)
- Ramazani Hakizimana (Ouganda)
- Abdu Magada (Tanzanie)
- Abdelhamid Naim (Tunisie)